# Pablo Zeballos
Pablo Daniel Zeballos Ocampos, mais conhecido como Pablo Zeballos (Assunção, 4 de março de 1986) é um ex-futebolista paraguaio que atuava como atacante.

## Carreira
Zeballos começou sua carreira jogando pelo Sol de América, sendo emprestado ao Oriente Petrolero da Bolívia em 2006, e retornando ao Sol de América em 2007 após fazer 16 gols em 14 jogos pelo Oriente Petrolero. Pelo Sol de América, Zeballos fez 31 gols em 60 jogos, números que chamaram a atenção do Cruz Azul do México, que o contratou em 2008, onde ficou até 2009. Nestes dois anos de Cruz Azul, fez 14 gols em 53 jogos. Retornou ao Paraguai em 2010, sendo contratado pelo Cerro Porteño. Fez 24 gols em 44 jogos pelo Cerro Porteño em um ano. Em 2011, Zeballos foi contratado pelo Olimpia, o que gerou ira nos torcedores do Cerro Porteño que o apelidaram de el Traidor.[carece de fontes?] Na temporada de 2011, foi eleito o melhor jogador do Paraguai do ano.
Em sua passagem pelo Emelec em 2013, fez comentários em sua conta no Twitter após derrota de 4–0 para a Universidad Católica, pela Segunda fase da Copa Sul-Americana de 2013, que causaram descontentamento entre os torcedores do clube equatoriano.
Em 7 de março de 2014 foi contratado pelo Botafogo. Marcou seu primeiro gol pelo clube, de pênalti, na 14ª rodada do Campeonato Carioca de 2014 contra o Boavista. Após bom inicio no campeonato carioca e brasileiro da serie A, acabou caindo no ostracismo com o técnico Vagner Mancini ao longo do Brasileirão, muitas vezes nem sendo relacionado para o banco de reservas, Saiu do clube junto com outros 17 atletas, após o rebaixamento para a serie B.
No final de 2014, ele fechou um contrato com o Atlético Nacional de Medellín, da Colômbia, para a temporada de 2015, em um período de 3 anos. Começou sua passagem pelo futebol colombiano com gol na estreia pelo campeonato nacional e pela Libertadores da América.

## Seleção nacional
Em 29 de fevereiro de 2008, quando jogava pelo Cruz Azul, Zeballos foi pela primeira vez convocado para a Seleção Paraguaia.

## Títulos
Sol de América
- Segunda División: 2006

Olimpia
- Torneo Clausura: 2011

## Prêmios Individuais
- Artilheiro do Torneio Clausura do Campeonato Paraguaio: 2007
- Artilheiro do Torneio Apertura do Campeonato Paraguaio: 2010, 2011
- Melhor Jogador do Campeonato Campeonato Paraguaio: 2011
- Futebolista Paraguaio do Ano: 2011

## Estatísticas
Todos os gols de Zeballos pelo Botafogo:
|    | Data                   | Local                          | Placar | Resultado | Adversário    | Gols | Competição                              |
| -- | ---------------------- | ------------------------------ | ------ | --------- | ------------- | ---- | --------------------------------------- |
| 1. | 15 de março de 2014    | Saquarema, Eucy Resende        | 1–1    | 1–2       | Boavista-RJ   | 1    | Campeonato Carioca de 2014              |
| 2. | 22 de março de 2014    | Rio de Janeiro, Moça Bonita    | 1–1    | 1–1       | Nova Iguaçu   | 1    | Campeonato Carioca de 2014              |
| 3. | 27 de abril de 2014    | Rio de Janeiro, Maracanã       | 2–2    | 2–2       | Internacional | 1    | Campeonato Brasileiro de 2014 - Série A |
| 4. | 21 de maio de 2014     | Caxias do Sul, Alfredo Jaconi  | 1–0    | 1–2       | Grêmio        | 1    | Campeonato Brasileiro de 2014 - Série A |
| 5. | 28 de maio de 2014     | Presidente Prudente, Prudentão | 2–0    | 2–0       | Palmeiras     | 1    | Campeonato Brasileiro de 2014 - Série A |
| 6. | 17 de agosto de 2014   | Brasília, Mané Garrincha       | 2–0    | 2–0       | Fluminense    | 1    | Campeonato Brasileiro de 2014 - Série A |
| 7. | 10 de setembro de 2014 | Brasília, Mané Garrincha       | 1–1    | 2–4       | São Paulo     | 1    | Campeonato Brasileiro de 2014 - Série A |
| 8. | 20 de setembro de 2014 | Criciúma, Heriberto Hülse      | 1–0    | 1–1       | Criciúma      | 1    | Campeonato Brasileiro de 2014 - Série A |
| 9. | 1 de outubro de 2014   | Rio de Janeiro, Maracanã       | 2–3    | 2–3       | Santos        | 1    | Copa do Brasil de 2014                  |